# Oskar Gröning
Pour les articles homonymes, voir Groening.
Oskar Gröning, né le 10 juin 1921 à Nienburg-an-der-Weser et mort le 9 mars 2018, est le comptable du camp de concentration et d'extermination d'Auschwitz, avec le grade de sergent : Unterscharführer. De 1942 à 1944, il y fut responsable du triage et du comptage de l’argent volé aux prisonniers exterminés, ainsi que, dans de plus rares occasions, de la garde de prisonniers internés dans le camp. 
Au cours de son séjour au camp, il fut le témoin de l’intégralité du processus d’extermination mis en place par les nazis. Après avoir été transféré du camp vers une unité d’active en 1944, il fut capturé par les troupes britanniques le 10 juin 1945 lorsque son unité se rendit. Temporairement détenu dans un ancien camp de concentration, Gröning fut transféré en 1946 en Angleterre en tant que travailleur forcé. Il retourna ensuite en Allemagne pour y vivre une vie relativement normale, préférant garder le silence sur son passé à Auschwitz. Il se décida toutefois à en faire publiquement état lorsqu’il fut mis au courant de l’existence du négationnisme. Depuis lors il a ouvertement critiqué ceux qui nient les événements dont il fut le témoin.
À la fin d'un procès pour « complicité de meurtres dans au moins 300 000 cas » commencé le 21 avril 2015 à Lunebourg (Basse-Saxe), il fut condamné à quatre ans de prison pour « complicité » dans le meurtre de 300 000 Juifs. C'est la première fois que la justice allemande a admis que la participation active aux faits reprochés n'était pas nécessaire pour être condamné (John Demjanjuk avait été condamné sur cette base mais il avait fait appel et était mort avant le jugement définitif).

## Biographie

### Jeunesse
Né en 1921 à Nienburg-an-der-Weser, en Basse-Saxe, Oskar Gröning est le fils d’un ouvrier textile qualifié qui fait montre d’un conservatisme strict. Sa mère meurt alors qu’il est âgé de quatre ans. Son père, fièrement nationaliste, se joint au Stahlhelm après la défaite de l’Allemagne à la fin de la Première Guerre mondiale et son dépit face à la manière dont est traité son pays à la suite du traité de Versailles s’accroît lorsque son entreprise textile fait faillite en 1929 en raison d’un capital insuffisant.
Oskar Gröning est fasciné par les uniformes militaires et l'un de ses premiers souvenirs est la contemplation de photographies de son grand-père sur son cheval et jouant de la trompette alors qu’il servait dans un régiment d’élite du duché de Brunswick.

#### Enfance
Selon Gröning, son enfance est  marquée par la discipline, l’obéissance et l’autorité. Il s’affilie en 1930 au Scharnhorst, l’organisation de jeunesse du Stahlhelm, et, par la suite, à la Hitlerjugend une fois que Hitler fut arrivé au pouvoir en 1933. Influencé par ses valeurs familiales, il estime que le nazisme est une chance pour l’Allemagne et croit que les nazis « étaient les personnes qui voulaient le meilleur pour l’Allemagne et faisaient quelque chose pour y arriver. » Il participe à l’autodafé de livres écrits par des Juifs et par d’autres auteurs considérés comme dégénérés par les nazis en pensant qu’il aide l’Allemagne à se libérer d’une culture étrangère. Gröning considère que le national-socialisme a un effet positif sur l’économie, notamment en réduisant le chômage.

#### Après l’école
Gröning quitte l’école avec d’excellentes notes et commence un stage d’employé de banque à l'âge de dix-sept ans. La Seconde Guerre mondiale éclate peu après son entrée dans la banque : huit des trente employés sont mobilisés dans la Wehrmacht, ce qui permet aux autres stagiaires d'espérer une rapide ascension professionnelle. Nonobstant ces possibilités, Gröning et ses collègues, enthousiasmés par les victoires de l’Allemagne en France et en Pologne, souhaitent s’engager.

### Carrière dans la SS
Désireux de servir dans une unité militaire d’élite, Gröning jette son dévolu sur la SS. À l’insu de son père, il s’y engage dans un hôtel où les SS recrutent. Selon lui, son père fut déçu de l’apprendre lorsqu’il revint à la maison.
Gröning se décrira plus tard comme un « bureaucrate » qui se satisfaisait de son rôle de salarié dans l’administration SS, qui lui garantissait à la fois les aspects militaire et administratif qu’il attendait d’une carrière.

#### Auschwitz

##### Arrivée
Oskar Gröning travaille comme comptable pendant un an jusqu’en 1942. À cette date, la SS décide que les emplois administratifs doivent être réservés aux vétérans blessés et que les employés de bureau aptes au service doivent se voir attribuer des tâches plus stimulantes. Gröning et environ 22 de ses collègues partent pour Berlin, où ils font leur rapport à l’un des bureaux économiques de la SS. Plusieurs officiers SS de haut rang leur font un exposé au cours duquel leur est rappelé le serment de loyauté qu’ils ont prêté et où il leur est dit qu’ils pourraient s'en acquitter en effectuant une mission difficile. Cette tâche est couverte par le sceau du secret et tant Gröning que ses camarades eurent à signer une déclaration selon laquelle ils n’en révéleraient rien à leur famille et amis ni aux autres hommes de leurs unités. Ils sont ensuite séparés en petits groupes et emmenés vers différentes gares de chemin de fer où ils montent à bord d’un train en direction de Katowice avec l’ordre de se présenter au commandant d’Auschwitz, un endroit dont Gröning n’a jamais entendu parler.
À leur arrivée au camp, on leur alloue des couchettes provisoires dans les baraques réservées aux SS et ils sont chaleureusement accueillis par leurs camarades, qui leur procurent de quoi manger. Gröning s'étonne de l’abondance de la nourriture disponible en plus des rations habituellement dévolues aux SS. Ses compagnons cherchent à savoir quel genre d’endroit est Auschwitz ; on leur répond qu’ils doivent le découvrir par eux-mêmes car Auschwitz est un camp de concentration d’un type spécial. Sur ces entrefaites, quelqu’un entre dans le baraquement et crie « Transport ! », ce qui amène trois ou quatre hommes à quitter la pièce.
Le jour suivant, Gröning et les autres sont interrogés au bâtiment central de l’administration SS sur leur formation avant la guerre. Un des officiers déclare que les compétences de Gröning en matière bancaire seraient utiles et l’emmène vers des baraquements où est conservé l’argent des détenus. Gröning raconte qu’on lui expliqua que lorsque les prisonniers étaient enregistrés à leur arrivée, leur argent était déposé à cet endroit et leur était restitué lorsqu’ils quittaient le camp.
Toutefois, il devint clair qu’Auschwitz n’était pas seulement un camp d’internement où les SS recevaient des rations supérieures à la moyenne, mais qu’il était utilisé pour une fonction additionnelle. Ainsi Gröning apprend que l’argent pris aux Juifs ne leur est en fait pas restitué. Lorsqu’il cherche à obtenir davantage d’informations, ses collègues lui confirment que les Juifs sont exterminés, et que c’était en effet le cas pour ceux du transport arrivé la nuit précédente.

##### Tâches

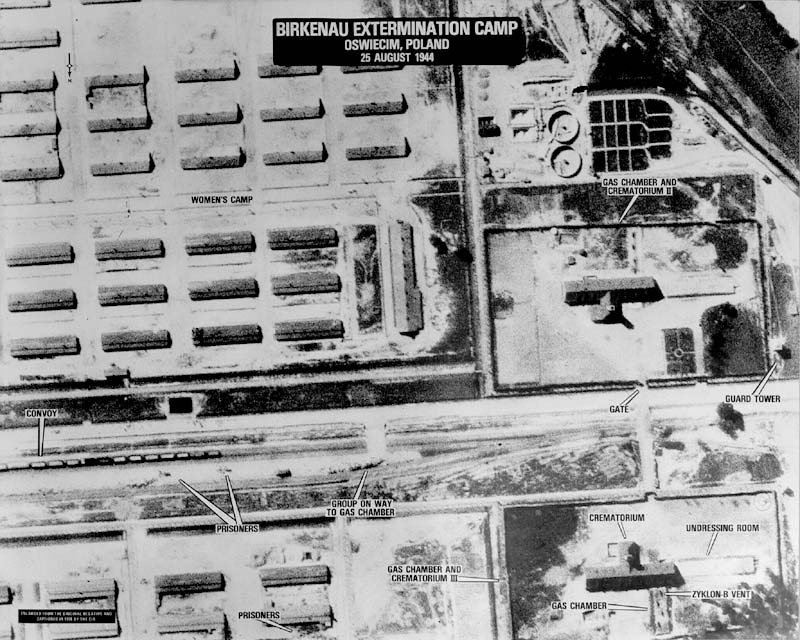
Une photo aérienne de Birkenau montre un convoi arrivé récemment sur la voie qui se terminait dans le camp, construite en mai 1944. Le processus de sélection est terminé et les personnes destinées à être gazées sont conduites au Crematorium II, comme le montrent les portes ouvertes dans l'enceinte du complexe.

Les responsabilités d'Oskar Gröning consistent à trier et à compter la multitude de devises prises aux déportés, à les expédier à Berlin, à assister à la sélection – non en vue de décider qui serait tué, mais pour garder les possessions des arrivants jusqu’à ce qu’elles soient triées. Il dit avoir été surpris d’apprendre l’existence du processus d’extermination, mais il accepte plus tard d'y participer, déclarant que son travail était devenu une « routine » au bout de quelques mois.

Ses tâches bureaucratiques ne purent lui permettre d’ignorer entièrement le processus d’extermination : dès son premier jour au camp, Gröning voit que des enfants cachés dans le train, ainsi que des personnes invalides qui restent au milieu des débris et des déchets après la sélection, sont abattus. Gröning entend et voit également d'autre choses : 

« … un bébé pleurait. L’enfant gisait sur la rampe, emmailloté dans des vêtements. Une mère l’avait abandonné, peut-être parce qu’elle savait que les femmes accompagnées d’enfants étaient envoyées immédiatement à la chambre à gaz. Je vis un autre soldat SS attraper le bébé par les jambes. Les pleurs l’avaient énervé. Il frappa la tête du bébé contre le flanc d’acier d’un camion jusqu’à ce que le silence se fît. »

Après avoir été témoin de cette scène, Gröning va trouver son supérieur pour lui expliquer qu’il ne se sent plus capable de travailler à Auschwitz, déclarant que si l’extermination des Juifs est nécessaire, « alors il fallait du moins que cela se fasse dans un certain cadre. » L’officier refusa sa demande de mutation.
Une nuit, vers la fin de 1942, Gröning et ses camarades de baraque dans le camp SS à la lisière de Birkenau sont réveillés par une alarme. On leur explique qu’un certain nombre de Juifs qu’on amenait à la chambre à gaz se sont échappés et se cachent dans les bois. On leur ordonne de prendre des armes et de fouiller les environs. Lorsque son groupe arrive à la zone d’extermination du camp, ils voient une ferme en face de laquelle se trouvent des SS ainsi que les corps de sept ou huit prisonniers abattus. Les SS disent à Gröning et à ses camarades qu’ils peuvent rentrer au camp mais ils décident de rester dans l’ombre des arbres.
Ils voient alors un SS se couvrir d'un masque à gaz et verser du Zyklon B dans une ouverture du mur de la ferme. Gröning raconte que le bruit provenant de l’intérieur « tourna aux hurlements » pendant une minute, puis le silence se fit. Plus tard, un de ses compagnons lui montre les corps incinérés dans un puits, et un kapo lui explique les détails de l’incinération, par exemple le fait que les gaz qui se développent dans le corps semblent faire se mouvoir les cadavres.
La tranquillité relative de son travail s’en trouve une nouvelle fois rompue et une fois de plus il se plaint à son chef. Ce dernier, un Untersturmführer SS, l’écoute, puis lui rappelle le devoir que lui-même et ses camarades ont accepté. Gröning retourne alors à ses tâches en veillant à organiser sa vie à Auschwitz de façon à ne pas être confronté aux pires aspects du camp.

#### Après Auschwitz

##### Royaume-Uni
Sa demande de transfert vers une unité combattante finit par aboutir : en 1944, il est incorporé dans les Ardennes à une unité SS combattante. Il y est blessé et envoyé dans un hôpital de campagne avant de rejoindre son unité, qui va finalement se rendre aux Britanniques le 10 juin 1945.
Conscient que déclarer « son implication dans le camp de concentration d’Auschwitz aurait été une réponse négative »[pas clair], Gröning s’efforce de ne pas attirer l’attention sur ce fait. Sur le formulaire qui lui a été remis par les Britanniques, il écrit qu’il a travaillé pour le SS-Wirtschafts-Verwaltungshauptamt, parce que « le vainqueur a toujours raison » et parce que se produisirent à Auschwitz des choses qui « n’étaient pas toujours conformes aux droits de l’homme ».
Oskar Gröning et ses collègues sont emprisonnés dans un ancien camp de concentration nazi. Il est par la suite envoyé en tant que travailleur forcé en Angleterre, où il connaît une « vie très confortable ». Il bénéficie d’une bonne nourriture et gagna de l’argent, voyageant à travers les Midlands et l’Écosse, où il donne durant quatre mois des concerts, chantant des hymnes allemands et des chansons populaires anglaises devant un public britannique bienveillant.

### Retour en Allemagne
Une fois relâché, Gröning retourne en Allemagne en 1947 ou 1948. Après avoir retrouvé sa femme, il lui dit : 

« Fais-nous à tous deux une faveur : ne pose pas de questions. »

Il lui est impossible de retrouver son poste à la banque en raison de son passé dans la SS. Il obtient un travail dans une fabrique de verre, où il va accéder à un poste à responsabilités. Il devient chef du personnel et est nommé juge honoraire au tribunal du travail.

Après son retour en Allemagne, Gröning vit avec ses beaux-parents. Lors d’un repas, ils font « une remarque stupide à propos d’Auschwitz », insinuant qu’il était un « meurtrier réel ou possible », ce qui, selon Gröning, le fit exploser. Frappant la table du poing, il s’écrie : 

« Ce nom et ces liens [avec Auschwitz] ne doivent plus jamais être mentionnés en ma présence, sans quoi je m’en irai. »

Selon Gröning, cette exigence fut respectée.

#### Vues sur le négationnisme de la Shoah
Oskar Gröning mena une vie normale et bourgeoise après la guerre. Collectionneur assidu de timbres, un jour qu’il assiste à la réunion annuelle de son cercle philatéliste, plus de quarante ans après la guerre, il engage une conversation sur la politique avec son voisin. Ce dernier lui déclara qu’il était « terrible » que la négation de la Shoah fût illégale en Allemagne et lui expliqua pourquoi il était impossible de brûler autant de corps, en précisant que les quantités de gaz supposées avoir été utilisées auraient dû tuer tout organisme vivant dans le voisinage.

Gröning ne rétorque rien, se bornant à répondre : « je connais un peu plus de choses à ce sujet, nous devrions en discuter à l’occasion. » Son interlocuteur lui recommande un pamphlet rédigé par le négationniste Thies Christophersen. Gröning en obtient une copie et l’envoie par la poste à Christophersen, après y avoir inclus son propre commentaire, qui comprenait ces mots : 

« J’ai tout vu, les chambres à gaz, les crémations, le processus de sélection. Un million et demi de Juifs ont été assassinés à Auschwitz. J’y étais. »

Il commence alors à recevoir des appels téléphoniques d’inconnus qui lui affirment qu’Auschwitz n’était pas un endroit où on exterminait des êtres humains dans des chambres à gaz. Il devint évident pour lui que ses commentaires condamnant le négationnisme de la Shoah ont été imprimés dans une revue néo-nazie et que la plupart des appels et des lettres anonymes émanent de « gens qui essayaient de prouver que ce que j’avais vu de mes propres yeux, ce que j’avais vécu à Auschwitz, était une grosse, grosse erreur, une grosse hallucination de ma part car cela ne s’était pas produit. »

En réponse à ces commentaires, Gröning décide de parler ouvertement de son expérience et de dénoncer publiquement les personnes qui soutiennent que les événements auxquels il a assisté n’ont jamais eu lieu. Son message aux négationnistes est le suivant : 

« Je souhaiterais que vous me croyiez. J’ai vu les chambres à gaz. J’ai vu les crématoires. J’ai vu les feux ouverts. Je me suis trouvé sur la rampe lorsque les sélections avaient lieu. Je voudrais que vous croyiez que ces atrocités se sont produites car j’y étais. »

Il écrit également des mémoires d'un total de 87 pages à l'intention de sa famille,.

#### Vues sur son propre rôle
Dans ses déclarations, Oskar Gröning refuse de se considérer comme coupable de quelque crime que ce soit et insiste sur le fait qu’il n’a pas été directement impliqué dans les massacres. Il décrit son rôle dans la machine d’extermination comme un involontaire « petit rouage dans le mécanisme », ce qui lui a inspiré en retour une culpabilité involontaire. Citant ses comparutions en vue de témoigner contre un membre de la SS accusé d’avoir assassiné des prisonniers à Auschwitz, il affirme également être innocent aux yeux de la loi, soulignant qu’il s’est exprimé en qualité de témoin et non d’accusé.
Même si Gröning a demandé à quitter Auschwitz après avoir assisté aux tueries, Laurence Rees écrit que ce le fut simplement en raison de son implication pratique, et que Gröning n’avait pas d’objection sur le principe même de l’extermination des Juifs. Il estimait normal que les ennemis de l’Allemagne fussent détruits, les moyens employés (comme les chambres à gaz) le laissant indifférent. Pour cette raison, ses sentiments en voyant des gens dont il savait qu’ils n’avaient plus que quelques heures à vivre avant d’être gazés étaient « très ambigus ». Pour Gröning, les enfants étaient assassinés parce que, sans être eux-mêmes l’ennemi, la menace était le sang qui circulait dans leurs veines : en devenant adultes, ils risquaient de devenir des Juifs dangereux. Rees attribue à l’éducation ultra-nationaliste reçue par Gröning sa justification de l’assassinat de femmes et d’enfants sans défense. 
Gröning indique que les horreurs de la chambre à gaz finirent par l’atteindre lorsqu'il entendit les hurlements. Pour Rees, Gröning décrit son séjour à Auschwitz comme s’il parlait d’un autre Oskar Gröning ; le Gröning d’après la guerre s’exprime plus franchement à propos de sa vie à Auschwitz en différenciant le Gröning qui contribua à la gestion d’un camp d’extermination du Gröning moderne qui condamne l’idéologie nazie.
Les hurlements de ceux qui mouraient dans les chambres à gaz n'ont jamais quitté Gröning, selon ses propres dires, et il n’est jamais retourné à Auschwitz en raison de la honte qu’il éprouve. Il se sent coupable à l’égard du peuple juif, et coupable d'avoir appartenu à l’organisation qui a commis un tel crime contre eux, même s’il « n’a pas lui-même été un des exécutants. Il demande le pardon de Dieu et du peuple juif ».

### Procès
Oskar Gröning a comparu, pour ce qui figure parmi les derniers procès possibles d'un nazi, à partir du 21 avril 2015 au tribunal de Lunebourg,.
Il est condamné le 15 juillet 2015 à quatre ans de prison pour « complicité » dans le meurtre de 300 000 Juifs. La décision du tribunal est légèrement supérieure à la peine de trois ans et demi d'emprisonnement requise le 7 juillet par le parquet, mais dans le bas de la fourchette de 3 à 15 ans encourus par l'accusé. Son procès se caractérise notamment par la précision de son témoignage. Le 3 août 2017, le parquet de Hanovre déclare, après expertise médicale, Oskar Gröning apte à purger sa peine d’emprisonnement malgré ses 96 ans. L’exécution de la peine n'est cependant pas ordonnée immédiatement. Le 29 novembre 2017, la cour d'appel saisie par le condamné confirme qu'il est apte à purger sa peine. 
Oskar Gröning meurt à l'hôpital le 9 mars 2018, avant d'avoir pu être incarcéré : si la justice a finalement ordonné sa mise en détention, cette décision ne lui a jamais été notifiée, alors que par ailleurs sa demande de grâce demeurait en instance d'être traitée à son décès.

### Source
- (en) Cet article est partiellement ou en totalité issu de l’article de Wikipédia en anglais intitulé « Oskar Gröning » (voir la liste des auteurs).